# Bosque de Fray Jorge Nationalpark
Bosque de Fray Jorge nationalpark eller Bosque Fray Jorge nationalpark (spansk Parque Nacional Bosque Fray Jorge) ligger i Limarí-provinsen, Coquimbo-regionen i Chile. Den er også et UNESCO- biosfærereservat. Forvaltningen af denne og andre nationalparker i Chile er betroet Corporacion Nacional Forestal, CONAF.

## Geografi
Nationalparken ligger omkring 100 km syd for La Serena ved Stillehavet, samt cirka 30 km vest for Ovalle. Det ligger tæt på Atacama-ørkenen i Cordillera de Talinay, som er en del af det chilenske kystområde. Mod syd er parken omkranset af Limarí-floden, ved hvis nedre del, et vådområde på 527 ha fra Salala til dens udmunding, i 2020, blev udpeget til Ramsarområde.

Parken dækker et område på 100 km², men skovene dækker kun 4% af dens overflade. Nationalparken er kendt for at have de nordligste valdiviske tempererede regnskove (en); En økopregion hvor kysttågen (spansk: Camanchaca) hænger på bjergskråningerne og fugter subtropisk vegetation, hvilket tillader de hydrofile skove at overleve på trods af at de er omgivet af halvtørre kratområder, med en gennemsnitlig årlig nedbør på cirka 113 mm. Skoven er en rudimentær overlevelse fra den sidste istid. Nylig genetisk forskning baseret på dyr tyder imidlertid på, at Fray Jorge-skoven er et levn fra skovene, der besatte dette landskab under Palæogen/Neogen, som trak sig tilbage på grund af at regionen tørrede ud, med en omtrentlig alder af divergens med den sydlige skove på over 20 millioner år.
Parken omfatter, ud over en række specielle plantearter, også et stort antal mindre dyr, som almindelig degu, chinchilla og ræve. Der lever mange forskellige slags fugle i parken, såsom chiletinamu (Nothoprocta perdicaria) og langhalet engtrupial (Sturnella loyca).

## Historie
Bosque de Fray Jorge nationalparken blev oprettet i 1941 og administreres af den chilenske skovmyndighed CONAF . UNESCO indarbejdede nationalparken som et biosfærereservat i 1977.